# Макросистема
Ма́кросисте́ма (рос. макросистема, англ. macrosystem, нім. Makrosystem n) — фізична система, що складається з макротіл, доступних для сприймання органами чуттів, на відміну від мікросистем, що складаються з мікрочастинок, якими є атом, молекула, недоступні для сприймання органами чуттів.